# Соколовский, Марк Абрамович
Марк Абрамович Соколовский (род. 1 февраля 1947, Львов) — украинский и молдавский советский, позже американский шашист, двукратный чемпион СССР по заочной игре в шашки.
Мастер спорта (1968). Дважды побеждал на чемпионатах СССР по заочной игре в шашки в 1972—1973 и в 1976—1977 годах, оба раза у действующего чемпиона страны Н. Н. Берковского. На протяжении двух лет занимал первую строчку ежегодного рейтинга СЛШИ по русским шашкам.

## Биография
С 1954 до 1979 года жил в Кировограде (УССР), где в 1961 году начал заниматься шашками во Дворце пионеров. В 1963 году стал чемпионом Украинской ССР среди юношей и выполнил норму кандидата в мастера спорта. В 1968 году в первенстве Львовского военного округа выполнил норму мастера спорта СССР. В 1970 году стал чемпионом Украинской ССР и впервые выступил в чемпионате СССР. В 1973 году — чемпион Центрального Совета сельских ДСО. Двукратный чемпион СССР по переписке (1973, 1976), четырёхкратный чемпион Украинской ССР по переписке. Чемпион Молдавской ССР и (Молдавии) в 1980, 1981, 1983 и 1993 годах.
Восемь раз принимал участие в финалах чемпионатов СССР (4-5-е место в 1980 году, 4-е место в 1981 году). В составе ЦС сельских ДСО завоевал серебряную медаль в Кубке СССР 1982 года и 1-е место на 2-й доске. Дважды был бронзовым призёром Кубка СССР в составе команды Молдавской ССР. В составе сборной команды города Кишинёва завоевал 1-е место в Кубке мира среди спортивных клубов (18–25 ноября 1994 года), побеждал в ведомственных турнирах «Авангард», «Колос», «Колхозникул», а также на фестивалях в Риге, Одессе, Тирасполе, Комрате.
С 1995 года — в США (Кливленд), продолжает участвовать в международных турнирах по русским шашкам.
Соавтор пособия «Игра в шашки по переписке» (1988).